# ジュゼッペ・タッデイ
ジュゼッペ・タッデイ（Giuseppe Taddei, 1916年6月26日 - 2010年6月2日）は、イタリア出身のバリトン歌手である。「タッデーイ」とも表記される。

## 生涯
イタリアのジェノヴァに生まれる。声楽の早熟な才能を示し、1932年4月に15歳でジェノヴァのカルロ･フェリーチェ劇場での、Pallastrelliの『Il Gatto Stivalato』に出演している。1935年に18歳でローマ歌劇場主催の声楽コンクールで優勝し、トゥリオ・セラフィンに認められ、ローマ歌劇場の養成所に入所する。同じ時期にマリオ・デル・モナコも入所していた。1936年のセラフィンの指揮するワーグナーの楽劇『ローエングリン』（題名役はジーリ）の軍令使役が、正式なデビューとされている。ローマ歌劇場、カルロ･フェリーチェ劇場を中心に若手の有望株として頭角を現すが、徴兵されたため歌手としてのキャリアは1942年末から戦後まで中断される。1943年9月にドイツに捕虜として送られるが、その歌唱力が認められ、小規模な演奏会で歌う機会を得た。
戦後すぐに歌手活動を再開し、1945年11月にはザルツブルクのモーツァルテウム主催のコンサートに出演している。翌1946年5月にはウィーン国立歌劇場に『リゴレット』でデビューする。同劇場ではモーツァルトやロッシーニ、ヴェルディをはじめとして、数多くのオペラを歌って活躍する。1986年には、ウィーン国立歌劇場における40年間の歌唱を表彰されている。「宮廷歌手」の称号も授与されている。
ローマとジェノヴァ以外では、1948年10月にスカラ座に『アンドレア・シェニエ』でデビューする。他にもサン・カルロ劇場、フィレンツェ5月音楽祭劇場、フェニーチェ劇場、ボローニャ市立劇場、パレルモ・マッシモ劇場などのイタリアの主な歌劇場すべてに出演した。1947年にロンドンでもデビューする。1960年にコヴェント・ガーデン歌劇場に初めて出演するなど、ドイツ、スペイン、ポルトガル、フランス、ベルギー、ハンガリーなどの欧州各国の劇場に出演する他、南米でもテアトロ・コロンをはじめ、ブラジル、ベネズエラなどの劇場でも歌った。イランでも1975年から1978年にかけて登場するなど、世界中で歌った。アメリカには、1957年にサンフランシスコ歌劇場、1959年にシカゴ・リリック・オペラ、1963年には、ニューヨーク・シティ・オペラにもデビューしていたが、メトロポリタン歌劇場へのデビューだけは遅れ、1985年9月に『ファルスタッフ』で69歳で初登場した際には、大きな話題となった。
1976年頃に活動を少しずつ控えていたが、カラヤンから請われて1981年と1982年のザルツブルク音楽祭でヴェルディの『ファルスタッフ』を歌い、存在感を再び示した。
1956年に第1回NHKイタリア歌劇団公演のメンバーとして参加して初来日し、フィガロ、スカルピアやファルスタッフを歌った（ヴィットリオ・グイの指揮による）。1995年に藤原歌劇団の招きで約40年ぶりに来日し、ドニゼッティの『愛の妙薬』のドゥルカマーラを歌った。以降、1990年代後半から2003年までたびたび来日し、NHKニューイヤーオペラコンサートなどの演奏会や東京芸術大学や昭和音楽大学などでのマスタークラスで、元気な姿を見せた。
2003年6月のローマでの『ラ・ボエーム』にベノア役で登場したのが、現役最後の舞台とされる。2010年の6月2日にローマの自宅で死去した。

## レパートリー
タッデイのレパートリーは多く、ヴェルディ、プッチーニ、ロッシーニ、モーツァルト、チャイコフスキーのオペラやヴェリズモ・オペラなどの諸役を手中に収めていた。ワーグナーのオペラについても、ハンス・ザックスやオランダ人などを歌っている。ヘンデルから現代作曲家の作品まで、そのレパートリーは150の役柄にも及んでいる。

## ディスコグラフィ
最初の正規のオペラ録音は1941年に録音されたジョルダーノの『アンドレア・シェニエ』(オリヴィエーロ・デ・ファブリティース指揮)である。以降DVDを含むオペラ録音は70作以上に上る。また最後のオペラ作品は、1992年に録音したプッチーニの『マノン・レスコー』(ジェームズ・レヴァイン指揮)である。この時はルチアーノ・パヴァロッティやミレッラ・フレーニと共演している。
広く知られている録音は、メジャーレーベルによって録音された、カラヤンの指揮する『ファルスタッフ』や『トスカ』、『道化師』、カール・ベーム指揮の『コジ・ファン・トゥッテ』、カルロ・マリア・ジュリーニ指揮の『フィガロの結婚』と『ドン・ジョヴァンニ』、トゥリオ・セラフィン指揮の『愛の妙薬』、トーマス・シッパーズ指揮の『マクベス』であるが、必ずしもタッデイのレパートリーを正しく反映したものではない。1950年代までに、重要なレパートリーのほとんどがCETRAレーベルに録音済みであったため、メジャーレーベルの録音の多くが被らないものとなった結果、ブッフォ役に偏った印象が強くなっている。
CETRAレベルに、『宮廷楽士長』、『ドン・ジョヴァンニ』の題名役、『セビリアの理髪師』、『ウィリアム・テル』、『リゴレット』、『オテロ』、『エルナーニ』、マリオ・ロッシ指揮の『ファルスタッフ』、『ラ・ボエーム』、『蝶々夫人』、『ジャンニ・スキッキ』などが、1950年代中頃までに録音された。1950年代後半には、PHILIPSレーベルにもセラフィンの指揮で、『エジプトのモーゼ』、『トスカ』、『シャモニーのリンダ』が録音されている。ファルスタッフなどのブッフォだけでなく、オペラ・セリアのウィリアム・テル、リゴレット、イァーゴ、スカルピアなども、同役の最も優れた歌唱として、長く記憶されるべきである。
タッデイ自身、最も重要な役柄と考えていた『シモン・ボッカネグラ』については、1966年にジュゼッペ・パターネ指揮によるミュンヘンでの演奏のライヴ録音が残されているが、音質が劣悪（音が遠い）で真価を伝えきれていない。また、1951年のメキシコでのマリア・カラスとデル・モナコとの『アイーダ』のライヴ録音では、第3幕でのタッデイの激烈な歌唱は、伝説的な名演とオペラ・ファンに語り継がれている。